# Jesse Lingard
Jesse Ellis Lingard, född 15 december 1992 i Warrington, är en engelsk fotbollsspelare som spelar för FC Seoul. Han spelar främst som offensiv mittfältare.

## Klubbkarriär
Jesse Lingard har genomgått Manchester Uniteds ungdomsakademi och skrev sitt första proffskontrakt med klubben sommaren 2010.

### Leicester City-lån
Den 6 november 2012 blev Lingard, tillsammans med lagkamraten Michael Keane, utlånad till Leicester City i The Championship.

### Brighton & Hove Albion-lån
Den 27 februari 2014 lånades Lingard ut till Championship-klubben Brighton & Hove Albion under en 93-dagars period.

### West Ham United-lån
Den 29 januari 2021 meddelade klubben på sin hemsida att man skulle låna in Lingard fram till slutet av säsongen 2020/2021.

### Nottingham Forest
Den 21 juli 2022 värvades Lingard på fri transfer av Nottingham Forest, där han skrev på ett ettårskontrakt.

### FC Seoul
Den 7 februari 2024 blev Lingard klar för FC Seoul, där han skrev på ett tvåårskontrakt.